# Esilresorcinolo
L'esilresorcinolo è un composto organico con proprietà anestetiche, antisettiche e antielmintiche utilizzato topicamente per le infezioni della cute e come sciroppo per la faringite.
È stato studiato come adiuvante del cisplatino nel trattamento antitumorale, dimostrando una maggior efficacia dell'antitumorale somministrato da solo
È stato valutato anche come antisettico nell'impianto di protesi dentarie.
Uno studio del 2009 ha mostrato che l'esilresorcinolo utilizzato come additivo alimentare (E-586) ha attività estrogeniche simili agli ormoni sessuali femminili.

## Farmacologia

### Indicazione d'uso
L'esilresorcinolo viene principalmente impiegato come principio attivo in lozioni, spray o pastiglie, indicati come antisettico topico per aiutare a prevenire infezioni cutanee in tagli, abrasioni o ustioni di lieve entità, o come antisettico e anestetico locale per il sollievo del mal di gola e del dolore associato.
Inoltre, l'esilresorcinolo viene utilizzato come principio attivo in vari prodotti cosmetici commerciali come crema anti-età, mentre altri studi hanno esaminato se questa sostanza possa essere utilizzata efficacemente come agente anti-infiammatorio o addirittura come terapia anti-cancro.

### Farmacodinamica
L'esilresorcinolo è un derivato del fenolo e, nell'uso terapeutico tipico, agisce principalmente come anestetico locale per uso topico sulle membrane mucose della bocca e della gola. Le proprietà anestetiche locali dell'esilresorcinolo sono probabilmente dovute ai suoi effetti di blocco dei canali del sodio. L'agente dimostra anche una lieve attività antisettica e un'azione demulcente apparente.

### Meccanismo d'azione
Quando agisce come anestetico orale per il sollievo del mal di gola, si ritiene generalmente che l'esilresorcinolo sia in grado di bloccare i canali del sodio neuronali voltaggio-dipendenti, inibendo così l'inizio e la conduzione degli impulsi nervosi per la sensazione o la trasmissione dei segnali di dolore nell'area locale in cui l'esilresorcinolo viene applicato.
Come agente antisettico, studi hanno dimostrato che l'esilresorcinolo è in grado di ridurre o inibire la formazione di biofilm batterico, interferire con la formazione di catene cellulari batteriche, ridurre l'adesione batterica della faringe, inibire l'attività degli enzimi glicolitici e abbassare il pH, nonché alterare l'idrofobicità della superficie cellulare. Purtroppo, esistono antibiotici che agiscono in modo più efficace nel trattamento formale della crescita batterica, così come esistono altri composti fenolici di origine vegetale simili all'esilresorcinolo che mostrano meccanismi d'azione più potenti. Tuttavia, è utile che l'esilresorcinolo abbia sia azioni anestetiche che antisettoiche per il suo utilizzo nel trattamento di tagli e mal di gola relativamente lievi che vengono trattati con prodotti da banco contenenti questa sostanza. Studi precedenti degli anni '30 e '40 hanno suggerito che esistevano medicinali più efficaci dell'esilresorcinolo per i loro effetti antelmintici.
Come agente anti-infiammatorio e anti-invecchiamento, alcuni studi hanno dimostrato che potrebbe essere possibile che l'esilresorcinolo inibisca la fosforilazione del mediatore della risposta immunitaria NF-kappaB e che possa anche avere un significativo effetto schiarente sulla pelle grazie a un forte effetto inibitorio sull'enzima tirosinasi e sulla perossidasi, nonché a un effetto stimolante sulla sintesi di glutatione e E-caderina. Si ipotizza che l'esilresorcinolo possa legarsi direttamente alla tirosinasi e inibirne l'attività enzimatica. Dati scientifici suggeriscono che bassi livelli di glutatione siano correlati al deposito di melanina nella pelle degli esseri umani e degli animali, mentre livelli elevati di glutatione inibiscono la melanogenesi. Inoltre, è stato riportato che la diminuzione del glutatione aumenta l'attività della tirosinasi nelle cellule di melanoma umano, rendendo gli effetti dell'esilresorcinolo sulla tirosinasi desiderabili.
Infine, ci sono studi in corso che hanno riportato la capacità dell'esilresorcinolo di indurre la differenziazione della linea cellulare di carcinoma squamoso SCC-9 mediante la modulazione della via di segnalazione mediata da E2F e di sopprimere la crescita delle cellule di carcinoma squamoso SCC-9 in modo dose dipendente. Inoltre, tali studi hanno anche dimostrato che l'esilresorcinolo è apparentemente in grado di indurre l'apoptosi delle cellule di SCC-9 in modo dose dipendente e di inibire l'attività dell'enzima transglutaminasi-2, che può favorire la resistenza alla chemioterapia.

### Assorbimento
A causa della scarsa assorbimento dell'esilresorcinolo, l'esposizione sistemica e i sintomi sono insoliti.

#### Volume di distribuzione
Non sono disponibili dati facilmente accessibili sul volume di distribuzione dell'esilresorcinolo. Tuttavia, quando l'esilresorcinolo viene utilizzato nella sua indicazione principale come antisettico topico o anestetico orale, generalmente non si pongono considerazioni farmacocinetiche poiché l'azione farmacologica è locale nell'area in cui viene applicato topicamente o nella cavità orofaringea.

#### Legame alle proteine
Non sono disponibili dati facilmente accessibili sul legame alle proteine dell'esilresorcinolo. Tuttavia, quando l'esilresorcinolo viene utilizzato nella sua indicazione principale come antisettico topico o anestetico orale, generalmente non si pongono considerazioni farmacocinetiche poiché l'azione farmacologica è locale nell'area in cui viene applicato topicamente o nella cavità orofaringea.

### Metabolismo
Per quanto riguarda il metabolismo dell'esilresorcinolo, è stato segnalato che l'escrezione del composto nelle urine avviene principalmente sotto forma di un coniugato di solfato etereo.

#### Via di eliminazione
Quando due uomini hanno ricevuto dosi di 1 g di esilresorcinolo, in media il 18% della dose è stato recuperato nelle urine nelle prime 12 ore - successivamente, il composto non è stato rilevato nei campioni di urine.

#### Emivita
Non sono disponibili dati facilmente accessibili sull'emivita dell'esilresorcinolo. Tuttavia, quando l'esilresorcinolo viene utilizzato nella sua indicazione principale come antisettico topico o anestetico orale, generalmente non si pongono considerazioni farmacocinetiche poiché l'azione farmacologica è locale nell'area in cui viene applicato topicamente o nella cavità orofaringea.

#### Clearance
Non sono disponibili dati facilmente accessibili sulla clearance dell'esilresorcinolo. Tuttavia, quando l'esilresorcinolo viene utilizzato nella sua indicazione principale come antisettico topico o anestetico orale, generalmente non si pongono considerazioni farmacocinetiche poiché l'azione farmacologica è locale nell'area in cui viene applicato topicamente o nella cavità orofaringea.

### Tossicità
Nei spray antisettici da banco e nelle pastiglie per il dolore orale in cui l'esilresorcinolo è tipicamente impiegato come principio attivo, si segnala che un sovradosaggio dell'agente può causare lieve irritazione gastrointestinale.
La dose letale DL50 del farmaco somministrato per via orale negli esseri umani è stata stimata tra 500 e 5000 mg/kg di peso corporeo, corrispondente a un range di circa 35g fino a 250g per una persona di 70 kg.